# Nedoceratops hatcheri
Nedoceratops hatcheri es la única especie conocida del género dudoso extinto Nedoceratops (gr. "cara con cuernos insuficientes") de dinosaurio ceratopsiano ceratópsido que vivió a finales del período Cretácico hace aproximadamente 68 millones de años, en lo que hoy es Norteamérica. Es conocido por un cráneo descrito en 1905 como Diceratops. Por muchos años se lo consideró como una variedad de Triceratops, pero análisis recientes sugieren que se trata de un género diferente. El nombre original Diceratops estaba pre-ocupado por un insecto, por lo que Ukrainsky lo renombró Nedoceratops Sin saber que Ukrainsky ya lo había renombrado como Nedoceratops Mateus llamó a Diceratops como Diceratus en 2008. Diceratus es considerado como un sinónimo más moderno de Nedoceratops.
Nedoceratops pertenece al grupo Ceratopsia, los dinosaurios de cara con cuernos, con un pico similar al de los loros que vivieron en Norteamérica y Asia a finales del período Cretácico. La especie tipo se llama Nedoceratops hatcheri (Hatcher vide Lull, 1905 [originalmente Diceratops]).

## Descripción
Un pobremente preservado cráneo son los únicos restos referidos al Nedoceratops. Como otros cráneos de Triceratops de J. B. Hatcher, fue encontrado en el este de Wyoming. Superficialmente se asemeja a un Triceratops, pero en un examen más detallado, es definitivamente distinto. Hay apenas un tocón redondeado donde debe estar el cuerno nasal y los cuernos de la frente se colocan casi verticalmente. Comparado a otros cráneos de Triceratops, es levemente más grande que el promedio (2,0 metros), solamente su cara es algo más corta. También hay agujeros grandes en el volante, a diferencia de los demás cráneos Triceratops conocidos. Algunos de éstos pueden ser patológicos, otros parecen ser genéticos. Varios autores han sugerido que Nedoceratops puede ser directamente un predecesor del Triceratops, o quizás su pariente más cercano.

## Descubrimiento e investigación
Nedoceratops en un principio fue descrito como Diceratops ("cara de dos cuernos"), pero ese nombre ya estaba en uso por un insecto himenóptero (Foerster, 1868). Obtuvo su nuevo nombre de Andrey Ukrainsky en 2007. Sin saber esto Octávio Mateus lo llamó Diceratus en 2008, pero el nombre queda como sinónimo más moderno de Nedoceratops. El trabajo que describe al Nedoceratops es originalmente parte de la monografía sobre Ceratopsidae Othniel Charles Marsh. Desafortunadamente, O. C. Marsh muere en 1899 antes de completar su obra, y John Bell Hatcher se esforzó en terminar la sección sobre Triceratops. Sin embargo, él murió de tifus en 1904 a la edad de 42 años, todavía estando del trabajo sin terminar. Recayó en Richard Swann Lull el terminar la monografía en 1905, publicando la descripción de J. B. Hatcher de un cráneo por separado y dándole el nombre Diceratops hatcheri.

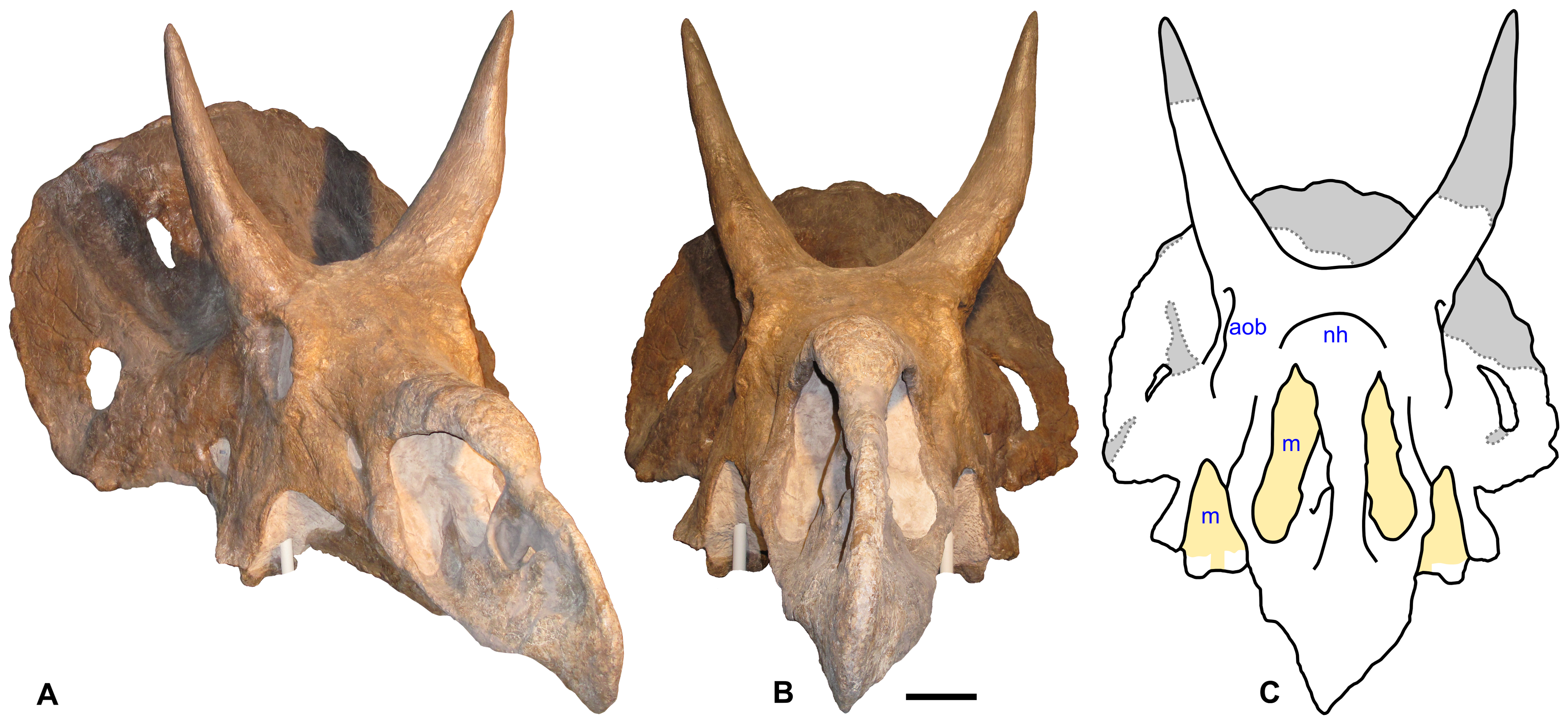
El único cráneo conocido de Nedoceratops hatcheri, espécimen USNM 2412. Los elementos restaurados se muestran en color gris

Debido a que el trabajo sobre Nedoceratops había sido escrito por J. B. Hatcher, y R. S. Lull había contribuido con el nombre y la publicación del mismo tras el fallecimiento de J. B. Hatcher, R. S. Lull no estaba absolutamente convencido de la distinción de Nedoceratops en un género propio, pensando que las diferencias eran patológicas. En 1933, Lull propuso que el Diceratops fuera un subgénero de Triceratops: Triceratops (Diceratops), incluyéndolo en T. obtusus en gran parte atribuyendo sus diferencias a ser el de un individuo envejecido.
Más recientemente, se ha cuestionado nuevamente la validez de este género, particularmente en relación con Triceratops. John Scannella y Jack Horner en 2010 lo consideraron un sinónimo más moderno de Triceratops, ya que representaría un estadio de crecimiento, intermedio entre Triceratops y Torosaurus, siendo este último, según su teoría, la forma adulta de Triceratops; la gola con pequeñas aberturas sería de un individuo que llegaría a tener una gola mayor con aberturas más grandes, como en "Torosaurus". Scanella y Horner consideraron asimismo que una de las características distintivas de "Nedoceratops", su carencia de cuerno nasal, era resultado de la erosión del fósil.
En 2011 el especialista en ceratopsios Andrew Farke publicó una redescripción de Nedoceratops, concluyendo que Nedoceratops hatcheri es un individuo ya adulto y que tenía suficientes características como para merecer su propio género, cercanamente relacionado con Triceratops. Él también concluyó que los cambios requeridos para "convertir" un Triceratops en un Torosaurus serían un proceso sin precedente entre los ceratópsidos, pues requeriría la adición de huesos epoccipitales, reversión de la textura del hueso de adulto a un estado inmaduro y de vuelta al adulto, y un tardío crecimiento de los agujeros en la gola.